# Једна мачка, један човек, једна смрт
Једна мачка, један човек, једна смрт (тур. Bir Kedi, Bir Adam, Bir Ölüm), роман је писца Зулфу Ливанелија (тур. Zülfü Livaneli, (1946), турског књижевника. Књига је написана 2001. године. Године 2002. књига је објављена на српски језик у издању Народне књиге у преводу Вука Перишића.

## О делу
Роман Једна мачка, један човек, једна смрт је савремени роман посвећен политичким избеглицама из целог света, окупљеним у Штокхолму. Представља епопеју о људској слободи и поштењу изван идеологије и политике.
Радња романа се одвија у Штокхолму где упоунајемо несрећног турског изгнаника Самија Барана и његове једнако унезверене пријатеље, политичке избеглице из читавог света који не успевају да се прилагоде туробној северњачкој клими и околини.

## Награде
Књига је 2001. године освојила Награду Јунус Нади.